# Monument funéraire de La Fontaine
Le monument funéraire de La Fontaine est un monument funéraire remarquable du cimetière du Père-Lachaise contenant la dépouille de Jean de La Fontaine. Il a été classé aux monuments historiques par un arrêté du 14 novembre 1983.